# الاحتجاجات الصينية المطالبة بالديمقراطية 2011

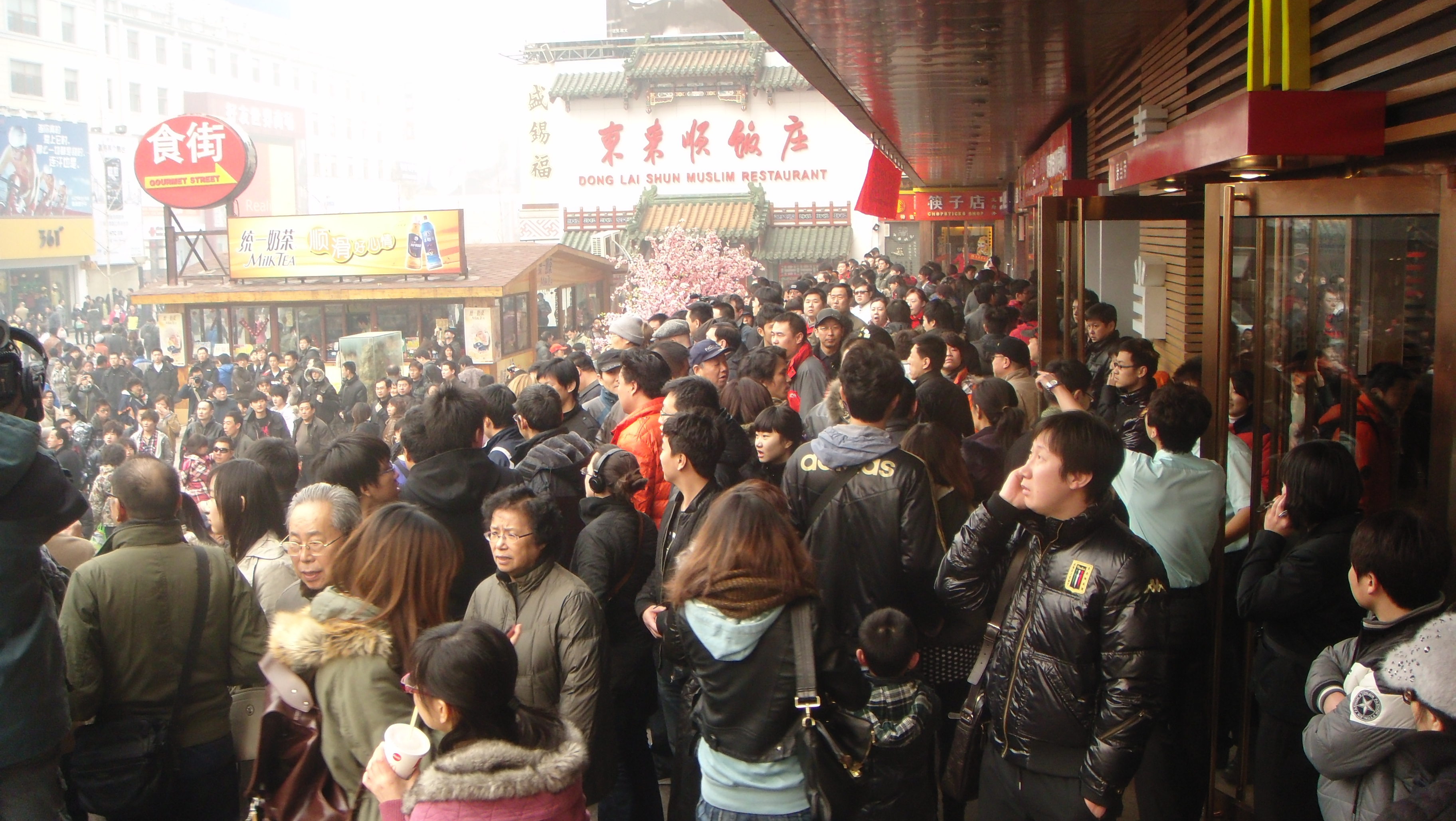
الاحتجاجات الصّينيّة المطالبة بالدّيمقراطيّة 2011م

الاحتجاجات الصينية المطالبة بالديمقراطية 2011  إشارة إلى تحركات الشارع الصيني الأسبوعية في أكثر من اثني عشر مدينة في بر الصين الرئيسى اعتبارا من يوم 20 فبراير 2011، والمستوحاة من الاسم الذي أطلق على ثورة الياسمين التونسية؛ 

## إستراتيجية وتكتيكات الاحتجاج
اقترح عددا من الشعارات للاحتجاجات:
| الترجمة العربية                                                                             | الصينية                                       |
| ------------------------------------------------------------------------------------------- | --------------------------------------------- |
| نريد الغذاء، نريد العمل، نريد السكن!                                                        | 我們要食物、我們要工作、我們要住房!           |
| نريد العدالة، نريد العدالة!                                                                 | 我們要公平、我們要正義!                       |
| حماية حقوق الملكية الخاصة، استقلال القضاء!                                                  | 保障私有產權、維護司法獨立!                   |
| الشروع في اصلاحات سياسية، إنهاء ديكتاتورية الحزب الواحد! (أو "إنهاء نظام حكم الحزب الواحد") | 啟動政治改革、結束一黨專政! (or 停止一黨專政) |
| رفع القيود، تحرير الصحافة!                                                                  | 開放報禁、新聞自由!                           |
| حرية العيش طويلا، تحيا الديمقراطية!                                                         | 自由萬歲、民主萬歲!                           |